# Gerhard Dengler
Gerhard Dengler (Reinhausen, 24 de Maio de 1914 — Hennigsdorf, Hanover, 3 de Janeiro de 2007) foi um jornalista, político e militar alemão que serviu a Wehrmacht durante a Batalha de Stalingrado, Campanha da Polônia e da Batalha da França. Após capitular em Stalingrado, ele participou do Comitê Nacional por uma Alemanha Livre e, posteriormente, se tornou vice-presidente da Frente Nacional da República Democrática Alemã.

## Vida
O pai de Gerhard Dengler foi o notável cientista florestal Alfred Dengler (1874-1944). Gerhard estudou Jornalismo em Berlim e depois em Munique de 1934 até 1939 quando obteve seu doutorado. Entre 1935 e 1937 ele entrou no serviço militar no Regimento de Artilharia em Frankfurt. Em 1 de maio de 1937 ele foi admitido no NSDAP (Partido Nazista). Ele também foi membro da ala paramilitar do partido, o Sturmabteilung (SA), tendo estado no ramo juvenil de uma organização precursora, Der Stahlhelm desde 1932.  

### Guerra
Em 1939, ele foi chamado para agrupar a Wehrmacht pouco depois de obter seu doutorado.  Nesse período, sua unidade participou tanto da invasão da Polônia quanto da França. Em seguida, ele foi enviado para a Frente Oriental e participou da Batalha de Stalingrado como capitão da Wehrmacht. No início de 1943, Dengler capitula com a sua unidade e logo se torna um membro da Comitê Nacional por uma Alemanha Livre, um movimento de prisoneiros que haviam se tornado comunistas mantidos na URSS. Ao saber da notícia que seu filho se tornara um comunista, seu pai cometeu suícidio em outubro de 1944. Décadas depois, em uma entrevista de rádio ao Deutschlandfunk transmitida em 2001, ele explicou "como os preconceitos burgueses ultrapassados e a perspectiva social burguesa com a qual ele cresceu foram incinerados no caldeirão de Stalingrado".

### Pós Guerra
Quando Dengler voltou a Alemanha, ele ingressou na zona de ocupação soviética. Em 1946, ele se tornou membro do recém criado Partido Socialista Unificado da Alemanha (SED). Inicialmente, ele trabalhou para o jornal Sächsische Zeitung em Dresden mas se mudou para Leipzig, onde se tornou editor-chefe da Leipziger Volkszeitung. Entre novembro de 1948 e maio de 1949, foi editor-chefe de "Der Augenzeuge" ("A testemunha ocular"), que foi uma apresentação semanal de noticiário político produzida pela DEFA, um estúdio cinematográfico da Alemanha Oriental. Ele então começou a trabalhar no Neues Deutschland, o jornal da SED de grande circulação tendo sido o primeiro correspondente em Bonn entre 1953-1958. Voltando a Berlim, Gerhard Dengler substituiu Karl-Eduard von Schnitzler numa grande emissora da RDA e ingressou no Gabinete do Conselho Nacional da Frente Nacional, onde assumiu o cargo de vice-presidente entre 1966 e 1969.
De 1962 a 1967, Dengler trabalhou como editor-chefe da Braunbuch, Kriegs- und Naziverbrecher in der Bundesrepublik und Berlin (West), um livro que detalhava como numerosos nazistas continuaram a ocupar posições de poder e influência na Alemanha Ocidental e no Ocidente de forma mais geral. Em 1969 mudou-se para a Academia Alemã de Estado e Direito, onde trabalhou como chefe da Seção de Informações Estrangeiras até a idade de aposentadoria em 1979.
Gerhard Dengler viveu o suficiente para ver as mudanças que levaram à reunificação alemã em 1990. Já em idade avançada, ele deu uma série de entrevistas à mídia refletindo sobre algumas das decisões que havia tomado. Ele não expressou arrependimentos sobre sua decisão de se tornar comunista.
"Claro que éramos stalinistas. Stalin, para nós, foi o herói que nos derrotou diante de Moscou e na frente de Stalingrado."
"Em uma fazenda nos deram chá, um pedaço de torrada e alguns peixes secos. Os russos não atiraram em mim: eles compartilharam seu pão comigo." 
Até sua morte Gerhard Dengler permaneceu ativo na DRAFD (Liga dos Alemães na Resistência, nas Forças Armadas da coalizão anti-Hitler e no movimento Alemanha Livre / Deutscher em der Résistance, na den Streitkräften der Antihitlerkoalition).
Participou em 2003 do documentário The Assault: Stalingrad de Sebastian Dehnhardt. 

## Prêmios e Honrarias
- 1961 Ordem Patriótica do Mérito em Bronze [7]
- 1964 Ordem Patriótica do Mérito em Prata [8]
- 1989 Estrela da Amizade Popular [9]

## Obras e Literatura
- Zwei Leben in einem, Berlin, Militärverlag der DDR, 1989
- Viele Beulen im Helm. Mein Leben als SED-Funktionär, Books-on-demand, 2000
- Braunbuch. Kriegs- und Naziverbrecher in der Bundesrepublik und in Berlin (West) mit einem Gespräch mit dem Leiter der damaligen Arbeitsgruppe, Prof. Dr. Gerhard Dengler (Hrsg. Norbert Podewin), Reprint der Aushabe von 1968, edition ost, Berlin 2002, ISBN 3-360-01033-7